# Кінтанілья-дель-Ольмо
Кінтанілья-дель-Ольмо (ісп. Quintanilla del Olmo) — муніципалітет в Іспанії, у складі автономної спільноти Кастилія-і-Леон, у провінції Самора. Населення — 40 осіб (2010).
Муніципалітет розташований на відстані близько 210 км на північний захід від Мадрида, 55 км на північний схід від Самори.

## Демографія
Динаміка населення (INE ):